# Aplahoué
Aplahoué is een van de 77 gemeenten (communes) in Benin. De gemeente telt 171.109 inwoners (2013). De gemeente ligt in het departement Couffo en is ook de bestuurlijke hoofdstad van het departement. Daarnaast is het een belangrijke marktplaats, mede door de ligging bij de grens met Togo. De markt van Azovè is een van de grootste van het land.
In 2016 werd Aplahoué door de Beninse overheid aangeduid als hoofdstad van Couffo. In 2024 werd begonnen met de bouw van een groot administratief centrum met gebouwen voor de prefectuur en de administratie van het departement.
De gemeente is opgedeeld in zeven arrondissementen:
- Aplahoué
- Atomey
- Azovè
- Dékpo
- Godohou
- Kissamey
- Lonkly

De rivier de Mono vormt de grens tussen Aplahoué en Togo. Voor de stroomvoorziening werd de stuwdam van Adjralala aangelegd.

## Bevolking
In 2002 telde Aplahoué 116.988 inwoners. In 2013 waren dit 171.109 inwoners.
De Adja vormen de belangrijkste bevolkingsgroep. Daarnaast leven er groepen Fon, Dendi, Bariba, Yom en Lokpa.
Opm: Bevolkingscijfers in duizendtallen
Bron: Aplahoué Commune in Benin; 1979-2013: volkstellingen
Bron: Institut National de la Statistique Benin; 2013: volkstelling

## Geboren
- Mohamed Aoudou (1989), voetballer

## Afbeeldingen

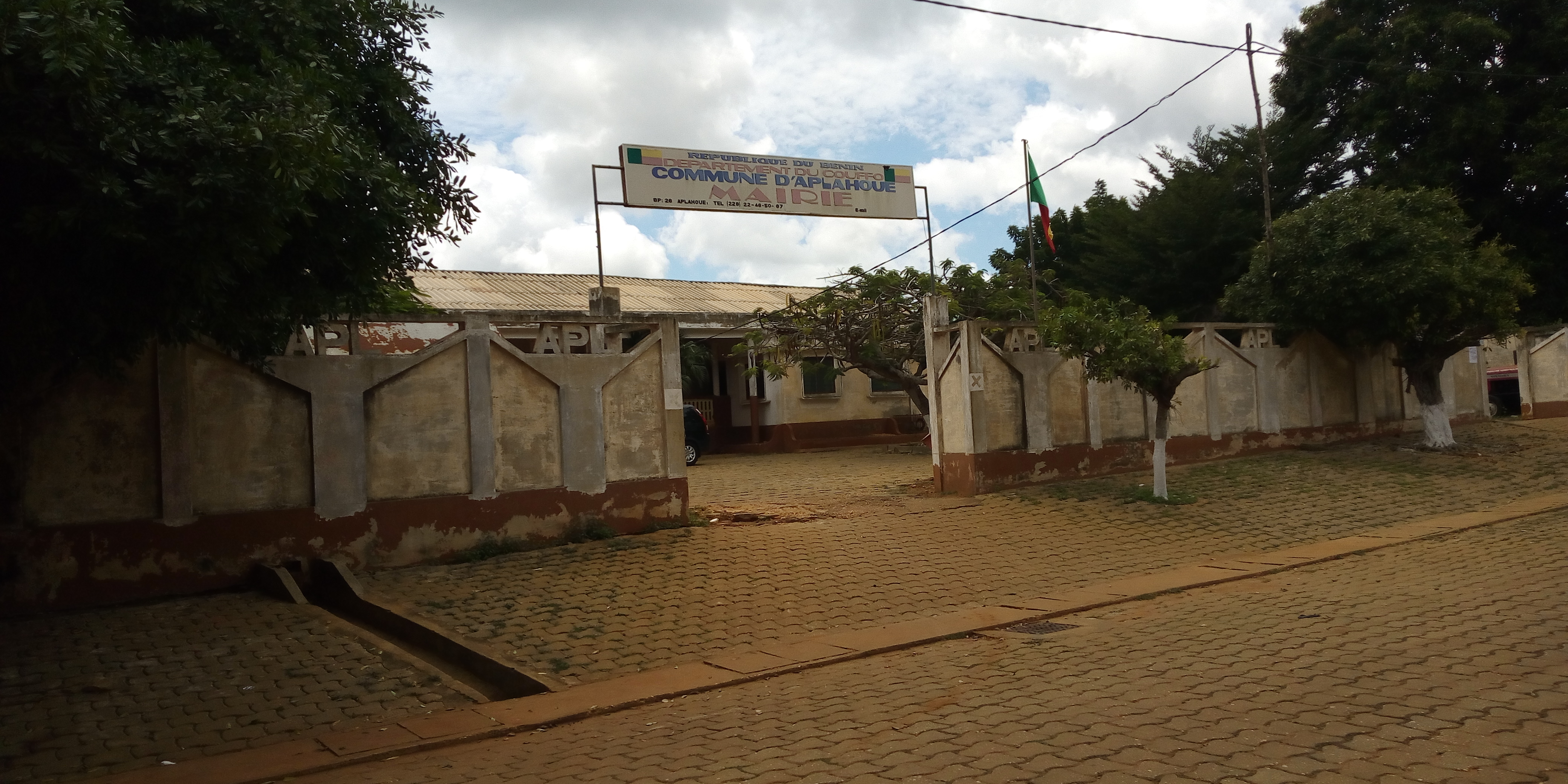
Gemeentehuis
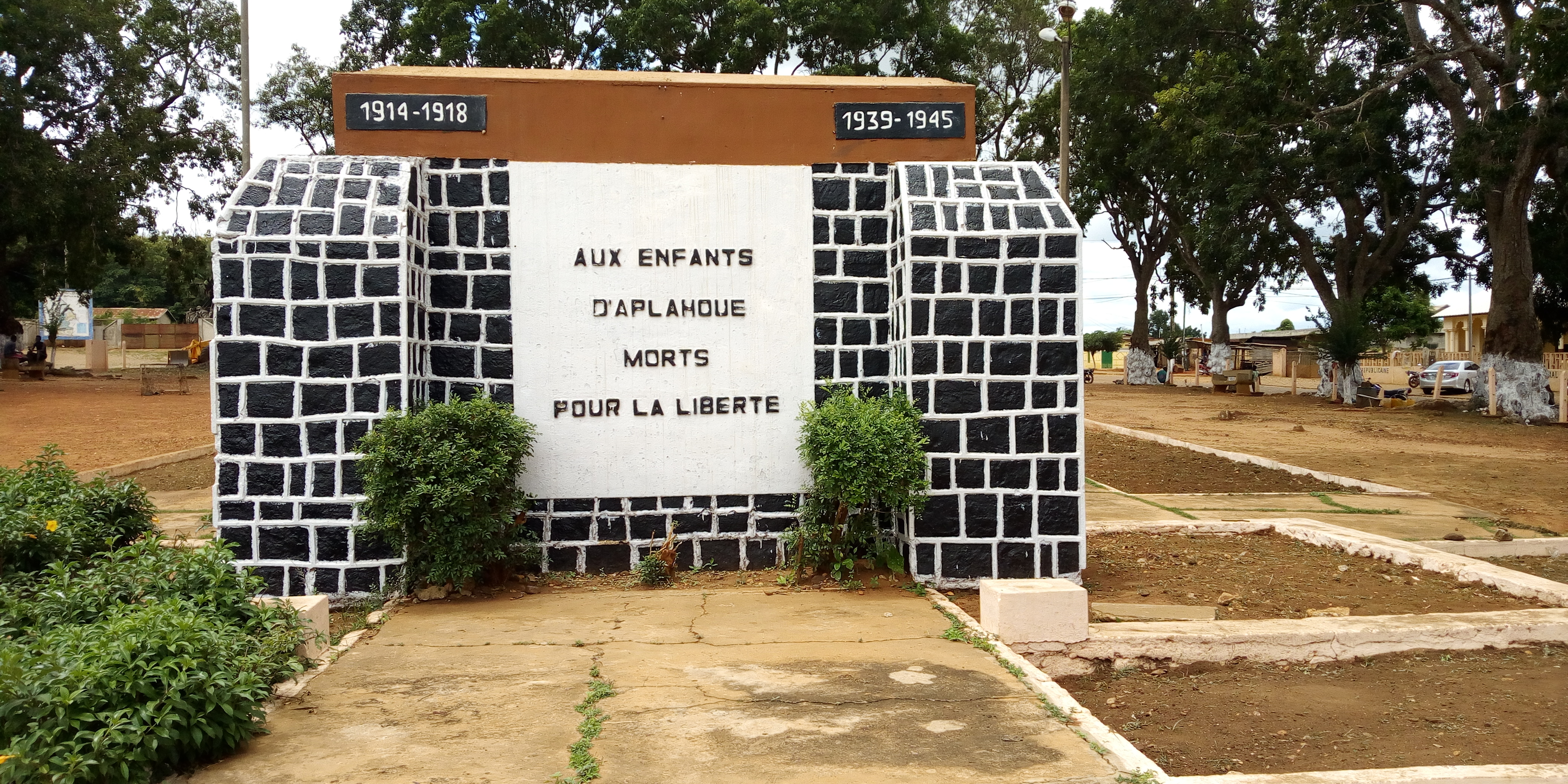
Monument voor de slachtoffers van beide wereldoorlogen